# 三井所清典
三井所清典（みいしょ きよのり, Kiyonori Miisho  1939年2月7日- ）は、日本の建築家。
株式会社アルセッド建築研究所代表取締役。公益社団法人日本建築士会連合会名誉会長。芝浦工業大学名誉教授。佐賀県生まれ。

## 経歴
学歴
佐賀県立佐賀西高等学校から東京大学工学部建築学科に進学し1963年卒業。1965年、同大学大学院数物系研究科建築学専攻修士課程修了。1968年、同大学院工学系研究科建築学専攻博士課程修了。工学博士。
経歴
1963年、RAS建築研究同人に参加。1968年から芝浦工業大学講師。
1970年にアルセッド建築研究所を設立。1982年に芝浦工業大学教授就任。
2007年に東京建築士会会長。2012年から日本建築士会連合会会長就任（第10代）

## 著書寄稿
- 『地域に根ざした家づくり・町並みづくり-居住環境創造の手法をさぐる-』(2000年、『住総研研究年報』No.26)
- 「すまい考　和風を体験して」（『住宅建築　1983年1月号）
- 「建築の普遍性と普通性を求めて」（『新建築』1985年7月号）
- 「木造建築と富山の夏」（『現代林業』2000年10～12月号）

共著
- 「日本の風土と木造住宅」（『木材と木造住宅Q＆A108』丸善、2008年2月号）
- 『領域を越えて』(社)新日本建築家協会関東甲信越支部業務部会編
- 『幕張ベイタウン物語』（幕張コミュニティーフォーラム編）
- 『木造の教育施設』（建築資料研究社）
- 『家づくりの極意』（立松久昌編 建築資料研究社）

## 主要作品
- 1983年 佐賀県立九州陶磁文化館 内田祥哉と日本建築学会賞受賞
- 1995年 東京都立晴海総合高校・短期大学 BCS賞受賞
- 1997年「隔林亭」日本建築学会作品選奨受賞
- 2001年 宮崎県木材利用技術センター
- 2007年「山古志の中山間地型震災復興住宅」（2007年「越後杉の家デザインコンペティション」最優秀賞）

## 参考
脚注
外部リンク
- 三井所 清典 | 一般社団法人日本建築まちづくり適正支援機構
- 三井所 清典 || 株式会社アルセッド建築研究所 || 登録建築家
- アルセッド建築研究所